# Sophronica nigritarsis
Sophronica nigritarsis är en skalbaggsart som beskrevs av Báguena och Stefan von Breuning 1958. Sophronica nigritarsis ingår i släktet Sophronica och familjen långhorningar. Inga underarter finns listade i Catalogue of Life.